# Bīsheh Bozān
Bīsheh Bozān (persiska: بیشه بزان) är en ort i Iran.   Den ligger i provinsen Khuzestan, i den centrala delen av landet, 400 km sydväst om huvudstaden Teheran. Bīsheh Bozān ligger 654 meter över havet och antalet invånare är 348.
Terrängen runt Bīsheh Bozān är kuperad åt nordväst, men åt sydost är den platt. Bīsheh Bozān ligger uppe på en höjd. Runt Bīsheh Bozān är det ganska tätbefolkat, med 104 invånare per kvadratkilometer. Bīsheh Bozān är det största samhället i trakten. Omgivningarna runt Bīsheh Bozān är i huvudsak ett öppet busklandskap.